# 大広九州
株式会社大広九州（だいこうきゅうしゅう）は、福岡県福岡市中央区天神に本社を置く広告代理店。大広の地域子会社。博報堂・大広・読売広告社が参加する「博報堂DYホールディングス」のグループ会社のひとつ。鹿児島市に支局がある。
もともと、東京と大阪に本社がある広告代理店・大広の九州支社だったが、2003年4月に大広九州として分社化・独立した。九州エリアにおける総合広告代理店売り上げランキングは、令和3年3月期では電通九州に次ぎ、第２位となっている。ダイレクトマーケティング領域に強みを持ち、数多くの通信販売クライアントの実績がある。
九州の大手広告代理店のなかでは大広（大広九州）、電通（電通九州）、博報堂（九州博報堂）が地域分社化している。
クリエイティブのおもな受賞歴としてはTCC賞（東京コピーライターズクラブ賞）ファイナリスト、TCC新人賞、ACC賞、FCC賞（福岡コピーライターズクラブ賞）、OCC賞（大阪コピーライターズクラブ賞）、CCN（コピーライターズクラブ名古屋）賞、ADC賞、朝日広告賞などがある。